# Тайны прошлого
«Тайны прошлого» (англ. House of D) — американский фильм 2004 года.

## Сюжет
Американец Том Уоршоу уже тридцать лет обитает в Париже, и никто не знает, что когда-то он был совсем другим человеком и жил совсем другой жизнью. Сегодня особенный день — сыну Тома исполняется 13 лет, и отец приготовил ему особенный подарок.
Том поведает ему удивительную историю, которая случилась с ним, когда он 13-летним подростком жил в Нью-Йорке и мечтал о будущем.

## В ролях
- Дэвид Духовны — Том Уоршоу
  - Антон Ельчин — Том Уоршоу в юности
- Робин Уильямс — Паппас
- Теа Леони — миссис Уоршоу
- Эрика Баду — Леди / Бернадетта
- Фрэнк Ланджелла — преподобный Дункан
- Зельда Уильямс — Мелисса
- Орландо Джонс — Суперфлай
- Уилли Гарсон — кассир билетной кассы